# Buys Ballot College
Het Buys Ballot College was een protestants-christelijke scholengemeenschap voor vmbo, havo, atheneum en gymnasium te Goes. De school was vernoemd naar Christophorus Buys Ballot.
Nadat het al eerder tot een besturenfusie was gekomen is de school per 1 augustus 2007 gefuseerd met het katholieke St. Willibrordcollege tot het Ostrea Lyceum.

## Naam
Het Buys Ballot College is vernoemd naar Christophorus Henricus Didericus Buys Ballot. Buys Ballot werd in 1817 geboren in Kloetinge, waar zijn vader dominee was. Buys Ballot is bekend geworden door zijn wet over het verband tussen luchtdruk en wind. In 1854 richtte hij het KNMI op en werd daarmee de grondlegger van het Nederlandse weerbericht.

## Geschiedenis
Christelijk Lyceum voor Zeeland
De naam Buys Ballot College is halverwege de jaren 80 in de plaats gekomen van het Christelijk Lyceum voor Zeeland, zoals de school aanvankelijke heette. Dit gebeurde na een fusie met de Casembroot MAVO. In eerste instantie werd de naam 'Beukenberg College' gebruikt, een samenvoeging van de locaties van beide scholen (Bergweg en Beukenstraat). In 1996 fuseerde deze school met het vbo-deel (nu vmbo) van Ter Welle.
Ostrea Lyceum
Aan het begin van schooljaar 2006-2007 werd voor het eerst aan de leerlingen duidelijk gemaakt dat er een fusie met het St.Willibrord College aan zat te komen. Deze fusie werd uiteindelijk verwezenlijkt aan het begin van het schooljaar 2007-2008. Over het algemeen werd er niet echt positief gereageerd. Bovendien hoort de naam 'Lyceum' eigenlijk alleen toegepast te worden op scholen waar hoger algemeen voortgezet onderwijs (HAVO) en voorbereidend wetenschappelijk onderwijs (VWO) gevolgd kunnen worden.

## Bestuur
De algemene leiding van de school was in handen van de kerndirectie. Deze bestond uit drie personen: de rector en beide sectordirecteuren.
Verder kende de school twee afdelingen:
- vmbo (BB, KB)
- vmbo (GL, TL) havo, atheneum en gymnasium

Beide afdelingen zaten op verschillende locaties en werden door verschillende personen geleid. Deze vormden samen de sectordirectie
Ook was er een medezeggenschapsraad met veertien leden: 7 personeelsleden, 4 ouders en 3 leerlingen.
Deze medezeggenschapsraad bracht advies uit over het beleid en moest instemmen met bestuursvoorstellen die rechtstreekse gevolgen zouden hebben voor het personeel, de leerlingen of de ouders van de leerlingen.

## Bekende (oud-)leerlingen en personeelsleden
- Jan Peter Balkenende
- Sari van Heemskerck Pillis-Duvekot
- Jan Kees de Jager
- Oek de Jong
- Freek de Jonge
- René Verhulst
- Bart van der Weide
- Iekeliene Stange
- Johnny Hoogerland